# Zebra (film)
 For alternative betydninger, se Zebra (flertydig). (Se også artikler, som begynder med Zebra)
Zebra er en tysk animationsfilm fra 2013 instrueret af Julia Ocker.

## Handling
Zebraen elsker sine striber, men hvad gør man, når striberne ikke vil makke ret? En sjov lille film om at ting ikke altid er som man ønsker det.